# Michael McCann (Komponist)

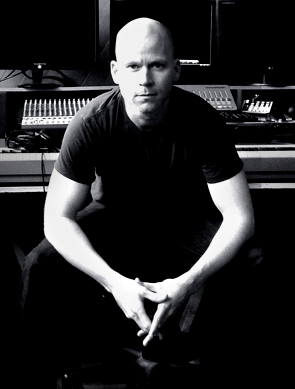
Michael McCann (2010)

Michael McCann (* 5. März 1976 in Calgary als Michael Anthony McCann, Pseudonyme: Behavior, Sature, Michael A. McCann) ist ein kanadischer Komponist für Computerspiele, TV und Film. Bekannt wurde er durch die Soundtracks zu den Spielen Tom Clancy's Splinter Cell: Double Agent, Deus Ex: Human Revolution, XCOM: Enemy Unknown, Deus Ex: Mankind Divided und Borderlands 3.

## Stil
McCanns Werke bestehen zumeist aus Electro, Orchester und traditionellen, akustischen Instrumenten ebenso finden sich Vocals aus Synthesizern (also Solo aber auch als Chor, meist weiblich und als Vokalise) wieder. Sowohl als Solokünstler als auch in seinen Produktionen für Studios verbindet er meist mehrere Genre, dazugehören: Ambient, Jazz, Breakbeat, Post-Rock, Trip-Hop, Drum & Bass sowie Industrial, Rock und Pop.

## Diskografie

### Alben
- 1999: Suture: Persona (Behavior Music)
- 2001: Behavior: The Story of the Mechanical Man (Behavior Music)
- 2015: 4

### Soundtracks (Film & Serien)
- 2004: Re:Genesis
- 2008: Burning Mussolini
- 2009: Licence to Drill
- 2010: Licence to Thrill Music

### Soundtracks (Videospiele)
- 2006: Tom Clancy's Splinter Cell: Double Agent
- 2011: Deus Ex: Human Revolution (Augmented Edition) (Sumthing Else Music Works)
- 2011: Deus Ex: Human Revolution (Sumthing Else Music Works)
- 2012: XCOM: Enemy Unknown
- 2013: Deus Ex: The Fall
- 2016: Deus Ex: Mankind Divided (Zusammen mit Sasha Dikiciyan)
- 2019: Borderlands 3 (Zusammen mit Mike Jones, Jesper Kyd, Raison Varner und Finishing Move Inc.)

## Auszeichnungen und Nominierungen
| Jahr | Award                                  | Titel                                    | Kategorie                         | Ergebnis  |
| ---- | -------------------------------------- | ---------------------------------------- | --------------------------------- | --------- |
| 2019 | Hollywood Music in Media               | Borderlands 3                            | Best Original Score               | Nominiert |
| 2012 | BAFTA Video Game Awards                | Deus Ex: Human Revolution                | Best Original Music               | Nominiert |
| 2012 | Canadian Video Game Awards             | Deus Ex: Human Revolution                | Best Original Music               | Gewonnen  |
| 2011 | Cue Awards                             |                                          | „Breakout Composer of the Year“   | Nominiert |
| 2011 | Cue Awards                             | Deus Ex: Human Revolution                | Best Score in Film / Media        | Nominiert |
| 2011 | Cue Awards                             | Deus Ex: Human Revolution                | Best Score for a Video Game       | Nominiert |
| 2011 | Cue Awards                             | Deus Ex: Human Revolution „Icarus“       | Most Memorable Theme              | Nominiert |
| 2011 | Spike TV Video Game Awards             | Deus Ex: Human Revolution                | Best Original Score               | Nominiert |
| 2011 | Hollywood Music In Media               | Deus Ex: Human Revolution                | Best Original Score               | Nominiert |
| 2011 | G4TV X-Play Awards                     | Deus Ex: Human Revolution                | Best Original Score               | Nominiert |
| 2008 | Hollywood Music Awards                 | ReGenesis                                | Best TV Theme                     | Nominiert |
| 2007 | Academy of Interactive Arts & Sciences | Tom Clancy's Splinter Cell: Double Agent | Best Original Score               | Nominiert |
| 2007 | G.A.N.G.                               | Tom Clancy's Splinter Cell: Double Agent | Best Interactive Score            | Nominiert |
| 2006 | IGN's „Best of 2006“                   | Tom Clancy's Splinter Cell: Double Agent | Best Original Score (Xbox 360)    |           |
| 2006 | Genie Award                            | It's All Gone Pete Tong                  | Best Overall Sound                | Nominiert |
| 2006 | Genie Award                            | It's All Gone Pete Tong                  | Best Achievement in Sound Editing | Nominiert |
| 2005 | Leo Awards                             | It's All Gone Pete Tong                  | Best Overall Sound                | Gewonnen  |
| 2005 | Leo Awards                             | It's All Gone Pete Tong                  | Best Overall Sound Editing        | Gewonnen  |
| 2004 | Toronto International Film Festival    | It's All Gone Pete Tong                  | Best Canadian Feature Film        | Gewonnen  |
| 2002 | Sundance Film Festival                 | FUBAR                                    | Official Selection                |           |